# Втрати 41-ї окремої механізованої бригади
У статті описано обставини загибелі бійців 41-ї окремої механізованої бригади.

## Обставини втрат

### 2024
- 2 квітня 2024 — Вець Андрій («Смерч»). 39 років, м. Козятин. Загинув в ДТП під час передислокації підрозділу на Харківщині.[1]
- 10 травня 2024 — Лисиця Віталій Олексійович, капітан.
- 20 травня 2024 — Бутенко Олег, старший лейтенант, командир механізованого взводу. Народився у м. Трускавець. Загинув поблизу міста Часів Яр Донецької області.[2]
- 24 червня 2024 — Кохан Сергій. 50 років, м. Бориспіль.[3]
- 3 вересня 2023 — Геращенко Володимир («Герич»). 41 рік, с. Тростянець Одеської області. Загинув біля села Подоли під Куп'янськом.[4]
- 8 вересня 2024 — Лаврись Василь. 13.09.1985, м. Рава-Руська Львівської області.[5]
- 20 вересня 2024 — Свердун Володимир. 42 роки, селище Славське. Загинув поблизу Козачої Локні Курської області.[6]
- 25 вересня 2024 — Казімко Дмитро Вікторович. 9 березня 1998, м. Київ
- 12 жовтня 2024 — Коляда Василь. 54 роки, с. Гумниська. Загинув в районі Кругленького Курської області.[7]
- 30 жовтня 2024 - Пастух Степан Степанович, 45 років. Солдат, стрілець-помічник гранатометника 3 механізованого відділення 2 механізованого взводу 6 механізованої роти 2 механізованого батальйону. Загинув  року в районі селища Новоіванівка Курської області (рф)[8].
- 6 листопада 2024 - Завадівський Михайло Романович, 50 років. Солдат, гранатометник 3 механізованого відділення 1 механізованого взводу 4 механізованої роти 2 механізованого батальйону. Загинув біля населеного пункту Новоіванівка Суджанського району Курської області (рф)[8].
- 7 листопада 2024 — Куржій Валерій, солдат. 04.02.1980, с. Мацьківці Хмельницького району. Загинув в Курській області.[9]
- 20 листопада 2024 — Бабій Микола, солдат. 14.11. 1977, с. Пирогівці Хмельницького району. Загинув на Сумщині від підриву на міні.[10]

### 2025
- 18 лютого 2025 — Дуда Дмитро, лейтенант, командир взводу. 29 січня 1992, м. Хмельницький. Загинув в селі Гончарівка Суджанського району Курської області, його машина була уражена FPV-дронами.[11]
- 24 березня 2025 — Шабадах Всеволод, сержант, командир танку. м. Рівне
- 25 березня 2025 — Вакулін Сергій Юрійович, водій-механік. Загинув в с. Юнаківка, Сумської області, через ураження FPV-дроном по автомобілю.